# Spodoptera variegata
Spodoptera variegata là một loài bướm đêm trong họ Noctuidae.